# John Tembo
John Zenus Ungapake Tembo (Dedza, 14 de septiembre de 1932 - Lilongüe, 27 de septiembre de 2023) fue un académico y político malauí que ejerció numerosos cargos como funcionario durante el régimen de Hastings Kamuzu Banda, primer gobierno posterior a la independencia de Malaui. Fue uno de los principales dirigentes del Partido del Congreso de Malaui (MCP), única fuerza política legal del país entre 1966 y 1993. Tras el advenimiento de la democracia multipartidista en 1993 se mantuvo activo políticamente y logró ascender hasta ocupar el liderazgo del MCP entre 2003 y 2013. Entre 1961 y 2014 ocupó un escaño en la Asamblea Nacional de Malaui en representación del distrito de Dedza, sosteniendo una de las carreras parlamentarias más largas en la historia malauí. Fue candidato presidencial del MCP en las elecciones de 2004 y 2009, en ambas ubicándose en segundo lugar.
Tras una actuación destacada durante la lucha anticolonial, Tembo escaló posiciones dentro del MCP durante el régimen de Banda con gran velocidad, llegando a asumir la cartera de Ministro de Finanzas entre 1964 y 1969, y posteriormente la presidencia del Banco de Reserva de Malaui. Dese finales de la década de 1970 y hasta finales de la de 1980, Tembo logró convertirse en uno de los colaboradores más cercanos de Banda, llegando a ser considerado como el segundo hombre más poderoso de la dictadura. Tembo jugó un papel destacado en algunos de los actos de represión más brutales del régimen del MCP e hizo un extenso uso de su poder para sabotear o marginar políticamente a dirigentes del MCP que buscaron competir con él, destacando su supuesta implicación en el asesinato de cuatro miembros de alto rango del partido en 1983. Junto con su sobrina y compañera de vida de Banda, Cecilia Kadzamira, ejercieron una influencia significativa en las decisiones del dictador, que se acrecentó conforme su salud física y mental empeoraba. El control político de Tembo se debilitó a principios de la década de 1990, con el advenimiento de la transición a al democracia. A pesar de las presiones de Kadzamira a su favor, Banda marginó a Tembo para darle el control del partido a Gwanda Chakuamba, un expreso político caído en desgracia durante una de las purgas incitadas por Tembo, en un intento por garantizar su renovación de cara al ciclo democrático.
En las elecciones de 1994, las primeras bajo un sistema multipartidista, Tembo retuvo su escaño parlamentario en Dedza South y fue reelegido con amplias mayorías en 1999, 2004 y 2009. Aunque nunca abandonó el MCP, durante la década de 1990 se convirtió en un destacado rival interno del liderazgo de Chakuamba, buscando derrocarlo del liderazgo del partido en múltiples ocasiones. En la convención partidaria de 1999 ganó la candidatura a vicepresidente del MCP, pero fue marginado por Chakuamba y reemplazado por Chakufwa Chihana (de la Alianza por la Democracia) en un intento por unificar a la oposición al gobierno del Frente Democrático Unido. Tras las elecciones, Tembo encabezó una nueva campaña para tomar el liderazgo del partido, logrando derrocar a Chakuamba a finales de 2003. Se presentó como candidato presidencial en las elecciones de 2004, pero resultó derrotado por Bingu wa Mutharika (del UDF). Fue líder de la oposición al gobierno del UDF (y más tarde del Partido Demócrata Progresista) en la Asamblea Nacional. En 2009 volvió a ser candidato presidencial, sufriendo la peor derrota en la historia del MCP y convirtiéndose en el primer candidato del partido en perder en la región Central. Enfrentando fuertes presiones internas, Tembo anunció su retiro de la política y entregó el liderazgo del partido a Lazarus Chakwera, quién finalmente resultaría electo presidente en 2020. Tembo se retiró de la Asamblea Nacional en 2014, al término de su duodécimo mandato, y mantuvo una vida discreta hasta su muerte en septiembre de 2023, a la edad de 91 años.
Por su papel durante la dictadura unipartidista y su posterior desempeño como líder del MCP en democracia, Tembo fue una figura polarizante durante toda su carrera. Se le recuerda negativamente por haber tomado parte en la comisión de crímenes de lesa humanidad y violaciones masivas a los derechos humanos. Bajo su liderazgo, sectores del Servicio Secreto, los Jóvenes Pioneros de Malaui y otras agencias leales a él encarcelaron sistemáticamente o asesinaron sumariamente a cualquier oposición manifiesta a su ascenso al poder. De acuerdo con analistas políticos e historiadores, la fuerte identificación de Tembo con los peores aspectos del régimen del MCP (desde la represión a gran escala hasta los actos de corrupción) llevaron a que fuera públicamente vilipendiado por sus detractores, pudiendo en algunos casos actuar como una suerte de chivo expiatorio para los defensores de Banda o del MCP a la hora de desligar a la mayoría del partido de los crímenes cometidos en ese período.